# دوکوژگان
دوکوژگان یک طبقه‌بندی آرایه شناختی (آرایه) است که دربرگیرندهٔ همهٔ حشرات به جز کهن‌آروارگان می‌شود در آنها فک با دو لولا به نیام پوشینه سر (dicondyl) متصل شده‌است که در مقابل با صورت اصلی اتصال فک پایین با یک مفصل گلوله ای منفرد است (monocondyl).

## ریشه‌شناسی
Dicondylia از یونانی Di معنای "دو" و Kondylos معنای "کوژ"است.